# Торговая война США с Канадой и Мексикой
Торговая война США с Канадой и Мексикой — экономический конфликт, возникший в феврале 2025 года с началом второго президентства Трампа между США с одной стороны и Канадой и Мексикой с другой. Конфликт начался с введения администрацией Трампа таможенных пошлин на импорт товаров из Канады и Мексики, которые являются крупнейшими торговыми партнёрами США.

## Статистика
По итогам 2024 года экспорт товаров и услуг из США составил 3,19 трлн долларов, а импорт в США — 4,11 трлн долларов; дефицит торгового баланса США составил 918,4 млрд долларов (рост на 133,5 млрд долларов по сравнению с 2023 годом). При этом, дефицит торгового баланса по товарам был на уровне 1,21 трлн долларов, а по услугам наблюдался профицит — 293,3 млрд долларов. Наибольший дефицит был в торговле с Китаем ($295,4 млрд), Евросоюзом ($235,6 млрд) и Мексикой ($171,8 млрд); Канада была на 10-м месте ($63,3 млрд). Дефицит торгового баланса сохраняется у США с 1976 года.
Канада является крупнейшим торговым партнёром США (15 % от общего объёма внешней торговли), далее следуют Мексика (14 %) и Китай (13 %). Основными статьями импорта США из Канады в 2024 году были нефть и нефтепродукты ($131 млрд), автомобили и комплектующие ($50,8 млрд), электротехническое оборудование ($30,3 млрд), пластмассы ($14,2 млрд), древесина ($11,6 млрд), алюминий ($11,5 млрд), электроника ($11,2 млрд), самолёты и комплектующие ($9,2 млрд), драгоценные металлы и камни ($9,1 млрд), сталь ($7,7 млрд), бумага и картон ($6,9 млрд). В Канаду экспортировались автомобили и комплектующие ($53,7 млрд), электротехническое оборудование ($51,3 млрд), электроника ($28,3 млрд), нефть и нефтепродукты ($21,6 млрд), пластмассы ($15,1 млрд).
Из Мексики в США импортировались автомобили и комплектующие ($137,3 млрд), электротехническое оборудование ($105,8 млрд), электроника ($87,6 млрд), научное и медицинское оборудование ($22,9 млрд), нефть и нефтепродукты ($16,9 млрд), напитки ($13,1 млрд). В Мексику экспортировались электроника ($55,7 млрд), электротехническое оборудование ($52,3 млрд), нефтепродукты ($40,9 млрд), автомобили и комплектующие ($28,9 млрд), пластмассы ($21,9 млрд).

## Предыстория

Логотип NAFTA

Канадско-американское соглашение о свободной торговле было подписано в 1987 году и вступило в силу в начале 1988 года. В 1994 году двухстороннее соглашение было заменено на трёхстороннее, включающее США, Канаду и Мексику, Североамериканскую зону свободной торговли (NAFTA).
В 2018 году по инициативе Дональда Трампа начались переговоры об обновлении договора NAFTA. Новое Соглашение США—Мексика—Канада (USMCA) вступило в силу с 1 июля 2020 года. Соглашение предусматривает беспошлинную торговлю между тремя странами товарами, полностью сделанными в Северной Америке (для некоторых товаров, включая автомобили — на 75 % североамериканского производства).

## История
Президент США Дональд Трамп 1 февраля 2025 года подписал указ о введении с 4 февраля 25-процентных таможенных пошлин на все мексиканские и канадские товары, за исключением нефти и электроэнергии, для которых была установлена пошлина в 10 %. Трамп заявил, что цель этих мер — снизить торговый дефицит США, остановить нелегальную иммиграцию и прекратить поставки фентанила через границы с Канадой и Мексикой.
В ответ премьер-министр Канады Джастин Трюдо объявил о введении 25-процентных пошлин на американские товары на сумму 30 млрд канадских долларов, с планом расширения до 155 млрд канадских долларов в течение трёх недель. Президент Мексики Клаудия Шейнбаум также заявила о введении тарифов и других экономических мер против США.
Обе страны утверждают, что действия США нарушают Соглашение США—Мексика—Канада (USMCA), ратифицированное в 2020 году и заменившее NAFTA. Экономисты предупреждают, что такие таможенные пошлины могут серьёзно нарушить торговлю между странами, дестабилизировать цепочки поставок и повысить цены для потребителей.
За день до введения пошлин, 3 февраля 2025 года, Канада и Мексика договорились с США о месячной отсрочке. Мексика согласилась направить 10 000 военнослужащих Национальной гвардии к границе для борьбы с наркотрафиком и нелегальной миграцией, а Трамп пообещал принять меры по сокращению поставок оружия в Мексику. 27 февраля Мексика передала США 29 членов картеля, включая одного из основателей Синалоанского картеля Рафаэля Каро Кинтеро, для привлечения их к уголовной ответственности. Канада согласилась назначить «спецпредставителя по фентанилу», признать мексиканские наркокартели террористическими организациями и выделить 200 млн долларов на новую разведывательную программу по борьбе с организованной преступностью и фентаниловым наркотрафиком.
Помимо ввозных пошлин на все товары из Канады и Мексики, администрация Трампа 10 февраля объявила о введении с 12 марта таможенных пошлин на импорт алюминия и стали из всех стран; Канада и Мексика являются крупными экспортёрами этих металлов в США.
Несмотря на попытки сотрудничества со стороны Мексики и Канады, таможенные пошлины были введены 4 марта 2025 года. На следующий день, 5 марта, администрация Трампа объявила, что введение пошлин на товары, соответствующие требованиям соглашения USMCA, будет отложено ещё на 1 месяц; эта отсрочка касалась около половины товаров из Мексики и 38 % из Канады. Позже отсрочка была продлена на неопределённое время.
28 июня США прекратили все торговые переговоры с Канадой после того, как Оттава объявила о введении с 30 июня 3%-ного налога на цифровые услуги для американских технологических компаний, таких как Amazon, Google, Uber и Airbnb. Этот налог распространяется на доходы, полученные от канадских пользователей, и применяется задним числом с 2022 года, что обойдётся компаниям в миллиарды долларов. Президент США Дональд Трамп назвал этот шаг «прямой и наглой атакой» на Вашингтон и заявил, что в течение недели Канада будет уведомлена о новых пошлинах на ведение бизнеса с США. Премьер-министр Канады Марк Карни заявил, что страна продолжит сложные переговоры в интересах своих граждан, несмотря на угрозы Трампа. 
30 июня Канада согласилась отменить данный налог, чтобы возобновить переговоры. По итогам договоренности между Трампом и премьер-министром Канады Марком Карни стороны намерены согласовать новое торговое соглашение к 21 июля 2025 года. Канадское правительство подчеркнуло, что будет руководствоваться интересами канадских рабочих и предприятий.  
С 1 августа 2025 года США вводят пошлины в размере 30% на импорт из Мексики. 

## Ущерб
Эта «война», как ожидается, серьёзно нарушит торговлю между США, Канадой и Мексикой, дестабилизировав цепочки поставок по всей Северной Америке. Многие экономисты выразили скептицизм по поводу эффективности стратегии Трампа по введению пошлин, утверждая, что это приведёт к росту цен на товары в США и ухудшит кризис стоимости жизни. Исследования The Budget Lab при Йельском университете показали, что введённые пошлины приведут к снижению покупательной способности типичного американского домохозяйства примерно на 1200 долларов. В то время как некоторые компании решат взять на себя дополнительные расходы, другие, скорее всего, переложат их на потребителей, повысив цены, или попытаются договориться о снижении закупочных цен на свою продукцию.
Поскольку США не производят достаточного количества нефти для удовлетворения внутреннего спроса, введение 10-процентных таможенных пошлин на канадскую нефть и энергоресурсы, вероятно, приведёт к росту цен на топливо по всей стране. Это особенно затронет Средний Запад, который сильно зависит от поставок нефти из Альберты. Канадское правительство ранее заявляло, что американские цены на бензин сразу вырастут на 0,75 доллара за галлон. Пошлины также могут повысить стоимость электроэнергии в США, особенно в штатах, зависящих от поставок энергии из Канады. Вне Северной Америки пошлины на импорт энергоресурсов дадут конкурентное преимущество европейским и азиатским нефтеперерабатывающим заводам.
Рост пошлин приведёт к подорожанию различных товаров, импортируемых из Мексики и Канады, включая фрукты, овощи, пиво, спиртные напитки и электронику из Мексики, а также картофель, зерновые, древесину и сталь из Канады. Эти подорожания усугубят уже существующую инфляцию в США, особенно рост цен на продукты питания. Канадская древесина, широко используемая американскими строительными компаниями, также, вероятно, подорожает. Кроме того, пошлины создадут риск для американского сельского хозяйства и рыбной промышленности.
Если пошлины сохранятся, Мексика столкнётся с серьёзной рецессией. Введение 25-процентных пошлин в течение года может привести к сокращению мексиканского экспорта примерно на 12 %, что в конечном итоге вызовет снижение ВВП страны на 4 % в 2025 году. Американская торговая палата в Мексике, представляющая интересы американских компаний в стране, заявила, что пошлины навредят обеим экономикам и не решат реальных проблем, связанных с безопасностью, миграцией и наркотрафиком. Особенно уязвимыми перед введёнными тарифами окажутся мексиканская автомобильная и электротехническая промышленность, хотя автопроизводители, соответствующие требованиям USMCA, могут выиграть от некоторых исключений.
Канада, экономика которой сильно зависит от внешней торговли, также столкнётся с негативными последствиями. Ожидается замедление экономического роста и рост цен как для бизнеса, так и для потребителей. В случае сохранения пошлин Канада может войти в рецессию уже в течение шести месяцев. Премьер Квебека Франсуа Лего заявил, что в одной только провинции Квебек введённые пошлины могут привести к потере до 100 тыс. рабочих мест. При этом в Канаде могут вырасти цены даже на товары местного производства, особенно если экономические трудности затронут малый бизнес.
Канадские компании могут столкнуться с резким сокращением объёмов продаж в США, что приведёт к массовым увольнениям, сокращению производств и даже закрытию предприятий. В частности, канадская отрасль переработки полезных ископаемых окажется одной из наиболее пострадавших от введённых пошлин.

### Реакция фондовых рынков
Торговая война привела к нестабильности на фондовых рынках США.
3 марта, после того как Трамп подтвердил введение пошлин против Канады и Мексики, а также повышение их на товары из Китая с 10 до 20 % (вступившее в силу в тот же день), фондовые рынки США резко упали: индекс S&P 500 снизился на 1,8 %, а Nasdaq-100 — на 2,6 %. К 6 марта индекс S&P 500 потерял почти весь рост, накопленный с ноября 2024 года.
9 марта Трамп отказался сказать, приведёт ли его политика к рецессии в США. В интервью Fox News он заявил, что потребуется время, чтобы увидеть эффект от его политики, но в итоге она себя оправдает: «Если вы посмотрите на Китай — у них перспектива на 100 лет. А у нас — квартал. Мы живём кварталами, но так нельзя. Надо делать то, что правильно».
На следующий день, 10 марта, индекс S&P 500 упал ещё на 2,7 %, а Nasdaq снизился на 4 %. В тот же день S&P 500 упал ещё на 1,4 %, достигнув стадии коррекции (снижение более чем на 10 % от пика); он оказался на 10,1 % ниже рекордного значения 19 февраля. Потери рынка оценивались более чем в 4 трлн долларов США; индексы Nasdaq-100 и Russell 2000 уже находились в состоянии коррекции. 11 марта индекс S&P 500 вырос на 2,1 %, выйдя из коррекции, но завершил неделю с падением на 2,3 %.
В Канаде и Мексике фондовые рынки были более стабильными. К 6 марта главный мексиканский индекс Índice de Precios y Cotizaciones вырос на 6 % с начала 2025 года. Канадский индекс S&P/TSX остался примерно на том же уровне, что и в начале года.
3 апреля, на следующий день после «Дня освобождения» (Liberation Day, 2 апреля), когда были введены пошлины на 180 стран мира, S&P 500 упал на 4,8 %, Nasdaq — на 5,9 %, а Dow Jones (DJIA) — на 4 %. За этим последовали новые падения, ставшие крупнейшими однодневными потерями со времён пандемии COVID-19 в 2020 году.

## Реакции

### Канада

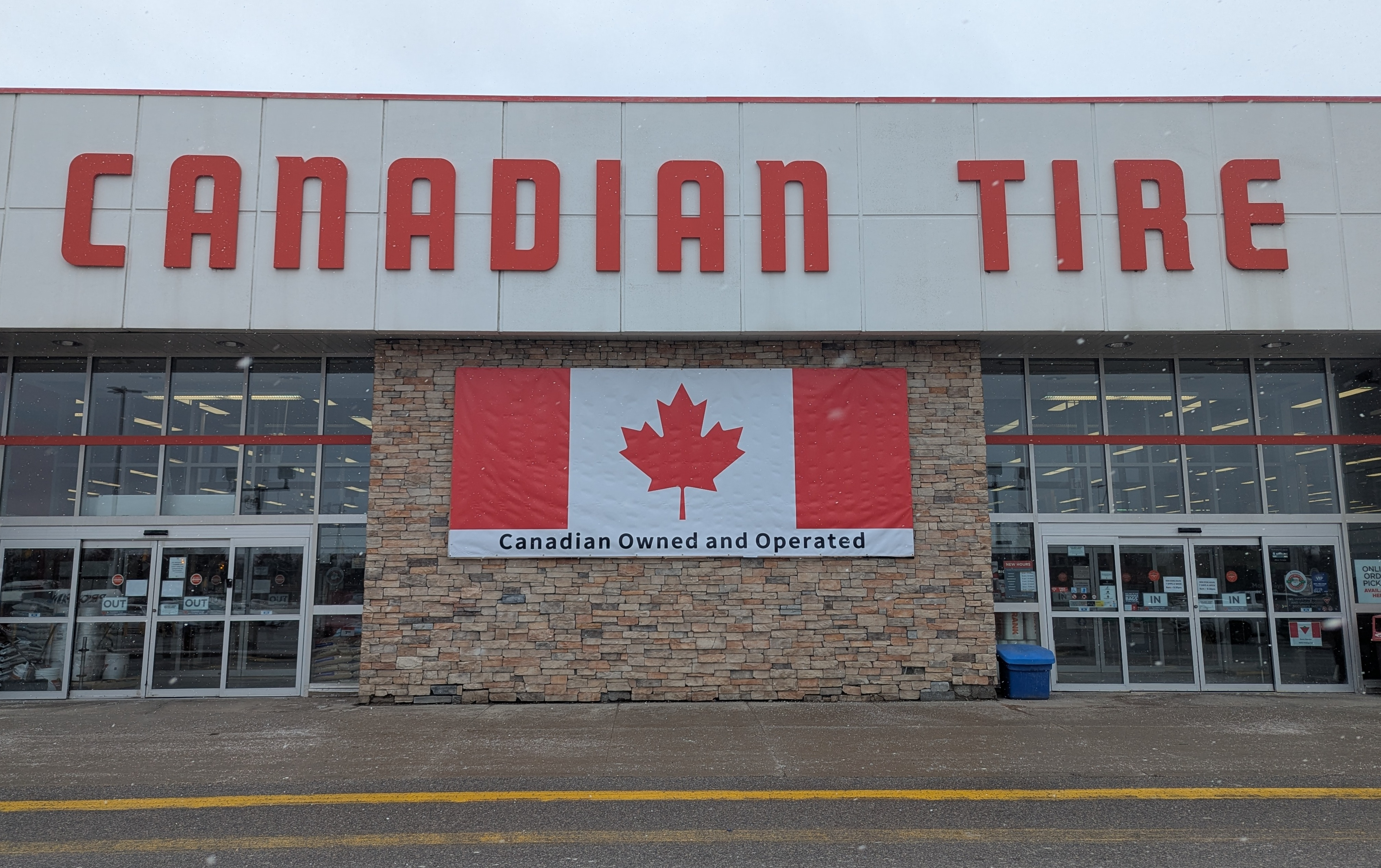
В магазине Canadian Tire в провинции Онтарио висит баннер с надписью «Canadian owned and operated»

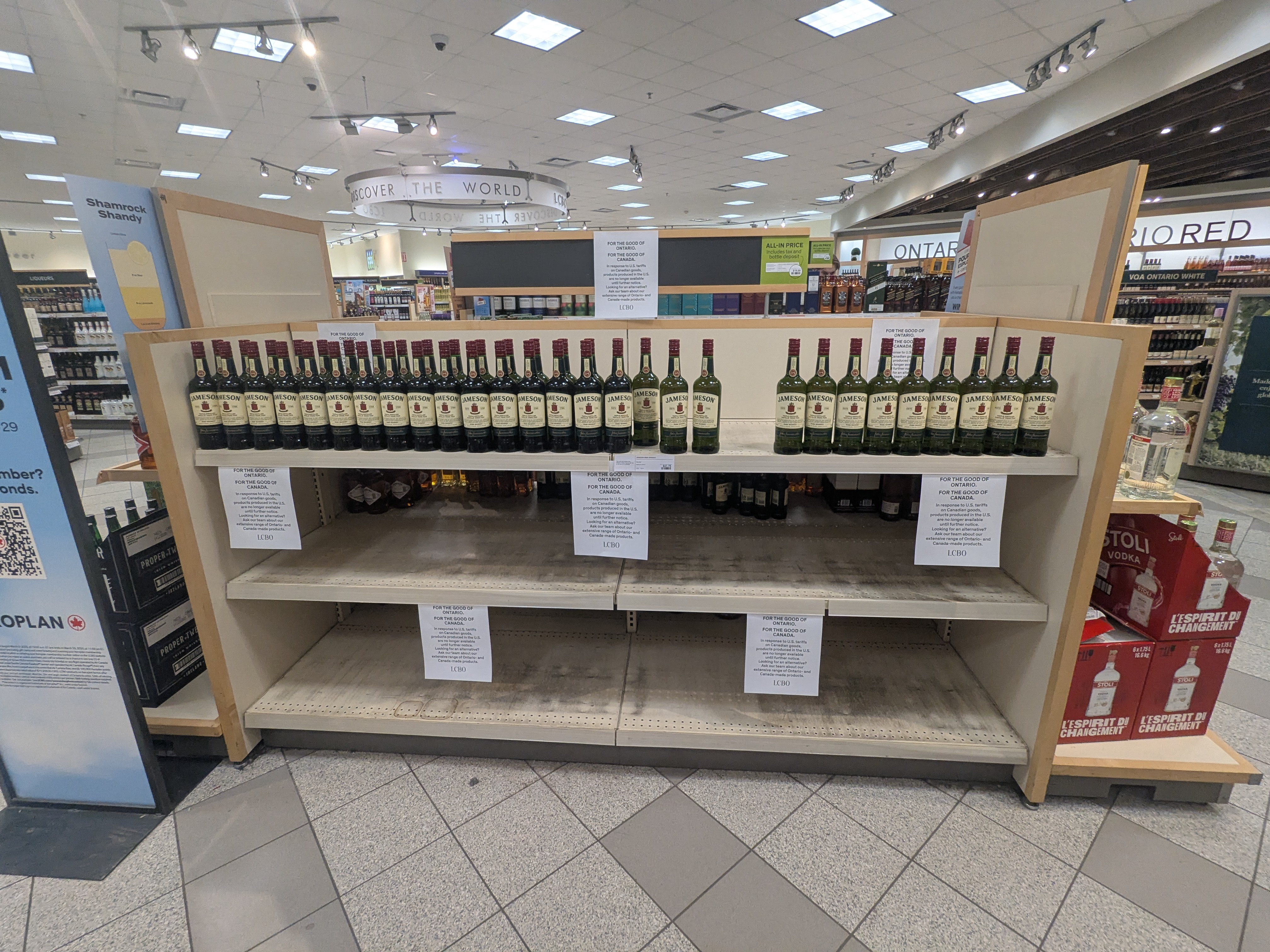
Пустая винная полка в магазине Онтарио, с которой в марте 2025 года была убрана вся американская продукция

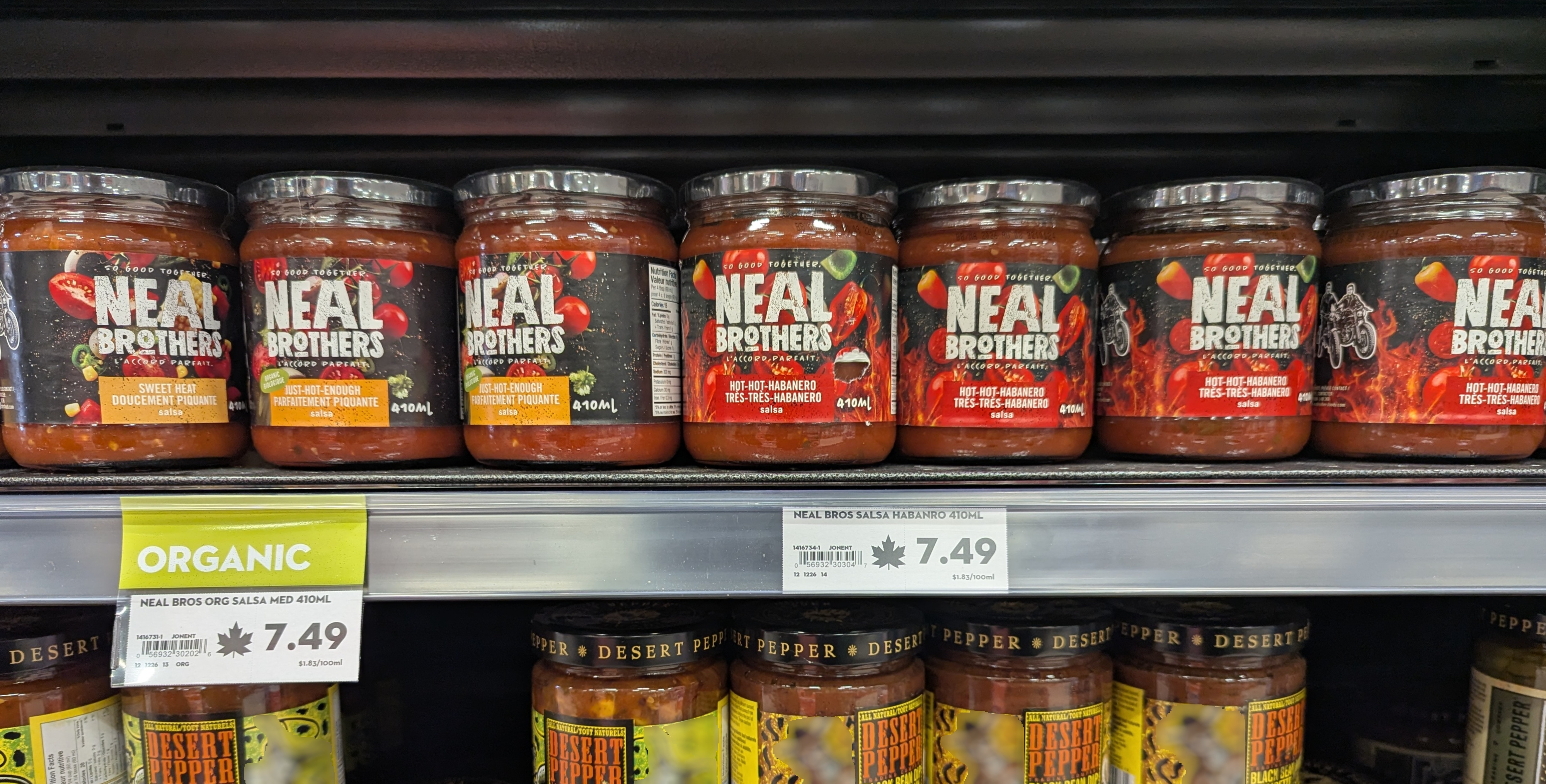
Ценовые этикетки с изображением кленового листа для обозначения канадских товаров

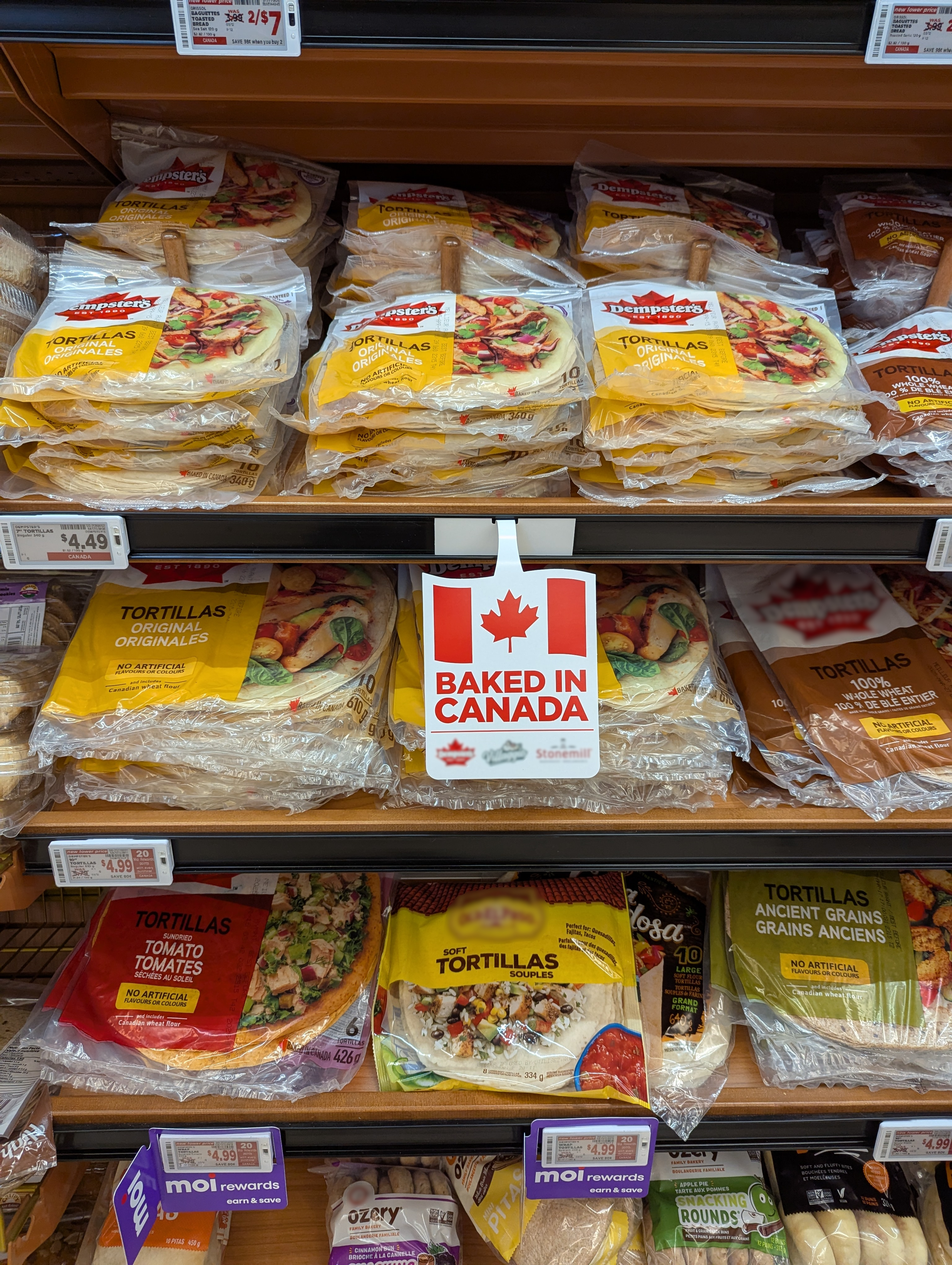
Знак «Выпечено в Канаде» на хлебобулочных изделиях

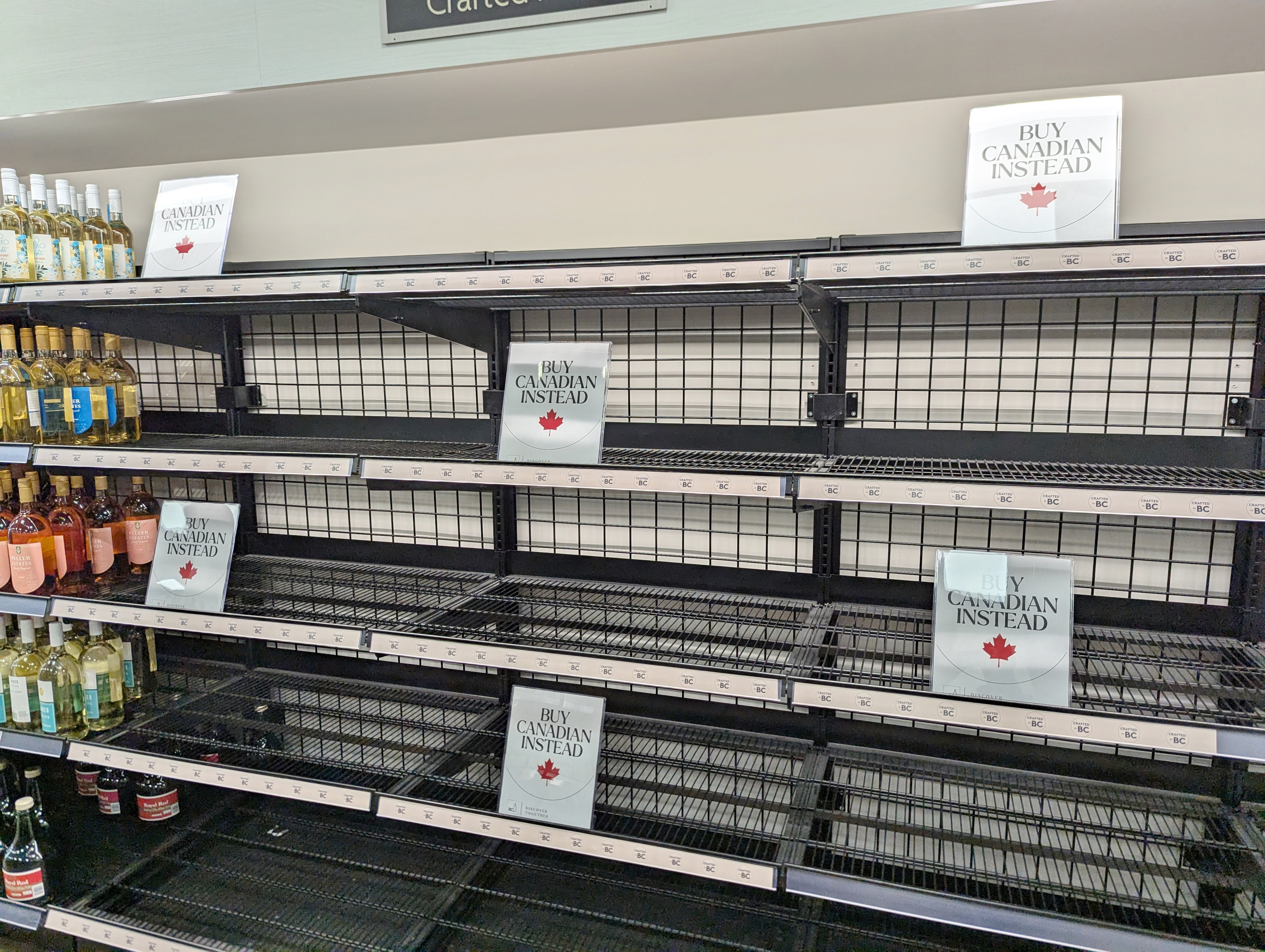
Знаки «Покупайте канадское вместо этого» на пустых полках в винном магазине BC Liquor Stores в Нью-Уэстминстере

В Канаде американские таможенные пошлины и угрозы вызвали рост канадского национализма и патриотизма, и конфликт, как говорят, нанёс ущерб исторически крепким канадско-американским отношениям.
Опрос, проведенный в феврале 2025 года Институтом Ангуса Рейда, показал, что 91 % канадцев выразили желание сократить зависимость Канады от США в качестве торгового партнёра. Опрос также выявил увеличение на 10 % числа канадцев, заявивших, что они «очень гордятся» своей страной, и тех, кто сказал, что у них есть «глубокая эмоциональная привязанность к Канаде», по сравнению с предыдущим опросом института в декабре 2024 года. Опрос Ipsos в феврале 2025 года показал, что 65 % канадцев заявили, что будут избегать поездок в США, а 67 % — что будут избегать покупки американских товаров.
В дни, следующие за объявлением о введении таможенных пошлин, канадские толпы освистали американский национальный гимн, когда он звучал на играх Национальной хоккейной лиги и Национальной баскетбольной ассоциации по всей Канаде. Многие канадцы начали бойкотировать американские товары, и движение «Покупай Канадское» набрало популярность по всей стране. Многие канадские политики, включая Трюдо и Пуаливра, приняли риторику национального единства, и торговая война создала эффект «сплочения вокруг флага» перед выборами в федеральный парламент Канады 2025 года.
Канадцы, независимо от их политических взглядов, и канадское общество в целом все больше обеспокоены угрозами со стороны Соединённых Штатов; канадские политики были вынуждены «немедленно и решительно противостоять» Трампу и США из-за угроз канадскому суверенитету. Торговая война также усилила поддержку устранения торговых барьеров между провинциями Канады
В то время как в начале января 2025 года либералы отставали от консерваторов в опросах общественного мнения по поводу федеральных выборов более чем на 20 пунктов в течение нескольких месяцев, после начала торговой войны и объявления Трюдо о своём уходе из политики, либеральная партия начала сокращать разрыв в опросах. Поддержка Новой демократической партии и Квебекского блока также резко упала.
В феврале 2025 года, после первоначального объявления Трампа, количество канадских поездок в Соединённые Штаты сократилось на 40 % по сравнению с февралем 2024 года. Опрос Abacus Data, проведённый в марте 2025 года, показал, что 62 % канадцев планируют избегать поездок в США в течение следующего года, и американские туристические компании обеспокоены тем, что они потеряют канадский туристический трафик. Мэр Хейнса (Аляска) города, связанного с внешним миром только через Юкон, выразил озабоченность тем, что тарифы повлияют на обычно дружеские отношения между американцами и канадцами. Изменение в туристических потоках Канады, направленных в сторону от США, может привести к ежегодным потерям в размере 4 млрд долларов для экономики США. В марте 2025 года администрация Трампа заявила, что с 11 апреля 2025 года канадцы, въезжающие в США на срок более 30 дней, должны будут зарегистрироваться у властей и сдать отпечатки пальцев.

### Мексика
В Мексике правительство и местные предприятия стремились поддержать кампанию «Сделано в Мексике», чтобы продвигать отечественную продукцию. После первоначальной угрозы Трампа ввести пошлины, некоторые мексиканцы призвали к бойкоту американских продуктов, а опрос, проведённый мексиканской фирмой Buendía & Márquez, показал, что в середине февраля 2025 года 80 % мексиканцев имели негативное мнение о Трампе, что выше, чем в начале января, когда этот показатель составлял 66 %. Рейтинг одобрения Клаудии Шейнбаум вырос, и некоторые опросы в феврале 2025 года показали, что он превышает 80 %.

### США
В США, опрос, проведённый в феврале 2025 года компанией The Harris Poll для Bloomberg News, показал, что около 60 % американцев считают, что высокие пошлины могут привести к росту цен для потребителей. В следующем месяце опрос, проведённый Мичиганским университетом, показал, что количество американцев, выражающих уверенность в экономике, упало на 11 % в марте 2025 года, а количество ожидающих инфляции выросло.
В Соединённых Штатах первоначальное решение Трампа ввести пошлины на товары из Канады и Мексики было раскритиковано редакционной коллегией The Wall Street Journal, которая заявила, что его «оправдание для этого экономического нападения на соседей не имеет смысла», и назвала возникший конфликт «самой глупой торговой войной в истории».
Многие американцы считают, что угрозы Трампа аннексировать Канаду — это шутка или стратегия переговоров, а тарифная политика Трампа в целом вызывает вопросы о том, имеет ли он серьёзное намерение вводить пошлины или его указы о введении пошлин являются угрозами, предназначенными только для использования в качестве тактики переговоров. Введение и отмена пошлин вызвали неопределенность для многих предприятий и привели к подрыву международного доверия к США как надёжному торговому партнёру.
Согласно Deutsche Welle, введение Трампом пошлин на товары из Канады и Мексики нарушило как Соглашение о механизме контроля в области торговли, так и правила Всемирной торговой организации (ВТО), членами которой являются все три страны. 13 марта 2025 года ВТО заявила, что Канада официально запросила начало процедуры разрешения споров с Соединёнными Штатами, заявив, что пошлины нарушают обязательства США по Генеральному соглашению по тарифам и торговле 1994 года.
Европейская комиссия осудила пошлины США на Канаду и Мексику и призвала США пересмотреть свой подход.